# Alla Kusnyir
Alla Sulimovna Kusnyir (héberül: אלה שולימובנה קושניר, oroszul: А́лла Шу́лимовна Кушни́р, a nemzetközi szakirodalomban Alla Kushnir, a numizmatikával foglalkozó tudományos műveit Alla Kushnir-Stein néven publikálta), (Moszkva, 1941. augusztus 11. – Tel-Aviv, 2013. augusztus 2.) 1973-ig szovjet, 1974-től izraeli női sakkozó, női nemzetközi nagymester, háromszoros világbajnoki döntős (1965, 1969, 1972), csapatban és egyéniben is háromszoros sakkolimpiai bajnok, a Szovjetunió női sakkbajnoka (1970). Ya’akov Meshorer numizmatikai díjjal kitüntetett archeológus, numizmatikus, a Tel-Aviv University professzora.

## Sakkpályafutása
Az 1960-as évek közepétől egy évtizeden át a világ második legerősebb sakkozónője. 2017-ben a World Chess Hall of Fame (Sakkhírességek Csarnoka) tagjává választották.
1960-ban lett sakkmester, 1962-ben női nemzetközi mester, és 1976-ban szerezte meg a női nagymesteri címet. Háromszor szerepelt a világbajnoki döntőben, mindháromszor Nona Gaprindasvili ellen maradt alul. Az 1965-ös és az 1969-es női sakkvilágbajnokságon 8,5–4,5-re, az 1972-esen 8,5–7,5-re vesztett.
A szovjet női sakkbajnokság döntőjében 1959-ben az 5., 1961-ben a 3–4., 1962-ben 2–3., 1963-ban 3. helyezett. 1970-ben Maaja Rannikuval holtversenyben az első helyen végzett a Szovjetunió női sakkbajnokságán, az első helyet eldöntő páros mérkőzésen 1971-ben 4–3-ra győzött, ezzel megszerezte a bajnoki címet.
Három sakkolimpián vett részt, mindhárom alkalommal egyéniben és csapatban is aranyérmet szerzett. Két alkalommal a Szovjetunió színeiben, a harmadik alkalommal Izrael színeiben szerezte érmeit. A három olimpián összesen vereség nélkül 21 győzelmet aratott 4 döntetlen mellett, amely 92%-os teljesítmény, és ezzel az egynél több olimpián szerepelt versenyzők között a rekordot tartja.
1975-ben a Lone Pine-ban rendezett nemzetközi nagymesterversenyen a mezőnyben egyedüli nőként 50%-os teljesítményt ért el, három nagymestert is legyőzve a 44 résztvevős tornán, amelyen 22 nagymester és 11 nemzetközi mester indult. A fordulónként kiosztott szépségdíjak közül két alkalommal is az ő nyert játszmája kapta az elismerést.
1981-től nem indult a Nemzetközi Sakkszövetség (FIDE) által nyilvántartott versenyen.

### Szereplései a világbajnokságokon
Az 1963–1965-ös világbajnoki ciklusban az 1964-ben Szuhumiban rendezett világbajnokjelöltek versenyén kapott lehetőséget első alkalommal a világbajnoki címért folyó versengésre. A 18 résztvevős tornán holtversenyben az 1–3. helyen végzett, majd a kétfordulós körmérkőzéses rájátszásból ő került ki győztesen, és először mérkőzhetett a világbajnoki címért Nona Gaprindasvilivel. A világbajnoki döntőn 8,5–4,5 arányban vereséget szenvedett.
Az 1967–1969-es világbajnoki ciklusban az 1967-ben Szabadkán rendezett világbajnokjelöltek versenyén a 18 résztvevős tornán egy ponttal megelőzve a mezőnyt szerezte meg az első helyet, ezzel másodszor is jogot szerzett a regnáló világbajnok elleni mérkőzésre. A világbajnoki döntőn ezúttal is 8,5–4,5 arányban maradt alul.
Az 1970–1972-es világbajnoki ciklusban új rendszerben választották ki a világbajnok kihívójának személyét. A zónaközi versenyen első három helyezést elért versenyző, kiegészülve az előző döntő vesztesével, Alla Kusnyirral, kieséses rendszerű páros mérkőzéseket játszottak, amelyek győztese lehetett a világbajnoki címet védő Nona Gaprindasvili kihívója. A négy között először Tatjana Zatulovszkaját győzte le  5,5–4,5 arányban, majd a Nana Alekszandria elleni 6,5–2,5 arányú győzelmével harmadszor is jogot szerzett arra, hogy a világbajnoki címért mérkőzzön Nona Gaprindasvilivel. A világbajnoki döntőn ezúttal szoros eredményt ért el, és csupán 8,5–7,5 arányban maradt alul, de harmadszor sem sikerült elhódítani a címet.
Az 1973–1975-ös világbajnoki ciklusban nem indulhatott el, mert 1973-ban elhagyta a Szovjetuniót é Izraelben telepedett le. A következő világbajnoki ciklusban már Izrael színeiben szerepelt.
Az 1976–1978-as sakkvilágbajnoksági ciklusban a Rosendaalban rendezett zónaközi versenyen Jelena Ahmilovszkajával holtversenyben végzett az élen, ezzel továbbjutott a világ nyolc legjobb női sakkozója részvételével rendezett kieséses rendszerű világbajnokjelölti párosmérkőzéses szakaszba. Itt először Irina Levityina ellen 6–3-ra, majd Jelena Fatalibekova ellen 6,5–3,5-re győzött, a döntőben azonban 7,5–6,5 arányban kikapott a később a világbajnoki címet is megszerző Maia Csiburdanidzétől.

### Szereplései a sakkolimpiákon
1969 és 1976 között három sakkolimpián vett részt, amelyeken csapatban és egyéniben is minden alkalommal aranyérmet szerzett.
| Év                    | Olimpia            | Helyszín                | Tábla | Győzelem | Vereség | Döntetlen | %    | Helyezés egyéni | Helyezés csapat |
| Szovjetunió színeiben |                    |                         |       |          |         |           |      |                 |                 |
| 1969                  | 4. női sakkolimpia | Lublin ( Lengyelország) | 2.    | 8        | 0       | 1         | 94,4 | Aranyérem       | Aranyérem       |
| 1972                  | 5. női sakkolimpia | Szkopje ( Jugoszlávia)  | 2.    | 6        | 0       | 2         | 87,5 | Aranyérem       | Aranyérem       |
| Izrael színeiben      |                    |                         |       |          |         |           |      |                 |                 |
| 1976                  | 7. női sakkolimpia | Haifa ( Izrael)         | 1.    | 7        | 0       | 1         | 93,8 | Aranyérem       | Aranyérem       |

### További csapateredményei
A Szovjetunió csapatbajnokságában Moszkva válogatottjában 1960-ban a lánytáblán, 1962–1972 között öt alkalommal az 1. női táblán játszva csapatban három arany-, két ezüst- és egy bronz-, egyéniben két arany- és két ezüstérmet szerzett.
A Szovjet Kupában a Trud csapatával 1961-ben bronz-, 1964-ben arany-, 1966-ban ezüstérmes lett. Egyéni eredményével 1961-ben a lánytáblán ezüst-, 1964-ben és 1966-ban az 1. női táblán bronzérmet szerzett.

## Tudományos munkássága
1973-ban kivándorolt Izraelbe, ahol a Tel-Aviv-i Egyetemen kezdett tanítani. 1979-ben visszavonult a sakkozástól, és életét tudományos munkájának szentelte. Az egyetemen archeológiával foglalkozott, és a numizmatika professzora, az Israeli Numismatic Society (Izraeli Numizmatikai Társaság) akadémiai konzulense lett. 2009-ben vonult nyugdíjba, de továbbra is publikált. 2013 januárjában megkapta a Ya’akov Meshorer numizmatikai díjat. Halála után az Izraeli Numizmatikai Társaság külön ülésen emlékezett meg munkásságáról.

### Megjelent művei, publikációi
- A bibliography of the city coinage of Palestine : from the 2nd century B.C. to the 3rd century A.D., (Oxford, 1987.) ISBN 9780860544821
- Studies in Greek and Latin inscriptions on the Palestinian coinage under the Principate (Tel-Aviv, 1990)
- Meḥḳarim bi-khetovot Yeṿaniyot ṿe-Romiyot shel maṭbeʻot Erets- Yiśraʼel ba-teḳufah Prinḳipaʼit, Tel-Aviv University, 1990
- The Roman and Byzantine Near East : some recent archaeological research (Journal of Roman Archeology, 1995–2002)
- Two Hellenistic weights from Phoenicia in the Hecht museum collection, University of Haifa, 2005
- Late Hellenistic coins of Gaza and the date of the Hasmonean conquest of the city, Schweizer Münzblätter (2000)
- Kushnir-Stein, A. „On the visit of Agrippa I to Alexandria in AD 38,” JJS 51(2), 2000
- Kushnir-Stein, A. „The Coinage of Agrippa II,” SCI 21, 2002
- Kushnir-Stein, A. „Agrippa I in Josephus,” SCI 22, 2003
- Corpus Inscriptionum Iudaeae/Palaestinae: Volume 1 1/1: Jerusalem, Part 1: 1-704 (Berlin, De Gruyter, 2010.) ISBN 9783110337464
- Caesarea and the Middle Coast: 1121-2160 (Corpus Inscriptionum Judaeae/Palaestinae), De Gruyter, 2011. ISBN 978-3110222173
- Corpus inscriptionum Iudaeae, Palaestinae Vol. 1. Jerusalem Pt. 2. 705 – 1120 (De Gruyter, 2012)
- South Coast: 2161-2648 A multi-lingual corpus of the inscriptions from Alexander to Muhammad (2014)
- További publikációi a Forum Ancient Coins oldalon.[24]